# 中央研究院嶺南美術館
中央研究院嶺南美術館（英語：Lingnan Fine Arts Museum，簡稱LNFAM），為隸屬於中華民國中央研究院歐美研究所之美術館，成立於2002年6月28日，展館設在該院南港院區近美大樓3樓，藏品以嶺南畫派作品為主。
2000年，時任中研院院長的李遠哲有感於該院需增添藝術氛圍，遂邀請嶺南畫派畫家歐豪年揮毫，歐豪年即贈與山水橫幅大作「澹寧致遠圖」。2002年，「歐豪年文化基金會」贈與中央研究院百餘幅畫作，均出自嶺南畫派名家：包括該畫派遠祖居廉，嶺南畫派三傑高劍父、高奇峰、陳樹人，趙少昂以及歐豪年本人等，嶺南美術館爰於6月28日開設。其後歐豪年又協調嶺南畫派名家捐贈作品，館藏因此增加至179幅。2013年國立故宮博物院舉辦「溯源與拓展－嶺南畫派特展
」特展時，曾向該館商借藏品展出。該館除展示典藏作品外，亦設有繪畫研習班。

## 外部連結
- 中央研究院嶺南美術館 （页面存档备份，存于）
- 開放博物館：中央研究院嶺南美術館 （页面存档备份，存于）